# Abbéville-lès-Conflans
Abbéville-lès-Conflans je francouzská obec, která se nachází v departementu Meurthe-et-Moselle, v regionu Lotrinsko. Obec má rozlohu 7,73 km². V obci žije přes 200 obyvatel. Hustota zalidnění je 30 obyv./km². V obci počet obyvatel mírně roste. Starosta obce je Daniel Poleggi. V roce 2000 byly v okolí obce 4 farmy. V roce 2009 tam byla zřízena základní škola.